# حبی خاتون
حبی خاتون (درگذشتهٔ ۱۵۹۰) ندیمهٔ سلطان سلیم دوم و بعداً پسرش سلطان مراد سوم از امپراتوری عثمانی بود. او شاعر زن برجستۀ قرن شانزدهم نیز بود.  .

## آغاز زندگی
حبی خاتون که با نام عایشه متولد شد، دوران کودکی خود را در شهر آماسیا گذراند. او دختر شیخ آق‌شمس‌الدین و نوهٔ شیخ یحیی افندی بشیکتاشی بود.  او بسیار تحصیل کرده بود، زبان عربی می‌دانست و در شعر و شاعری تفحص کرده بود. 

## ازدواج
او با پسر عمهٔ خود، معلم شاهزاده سلیم، شمسی افندی آق‌شمس‌الدین‌زاده،  برادر رضاعی سلطان سلیمان ازدواج کرد.  او یک دختر داشت که با شاعر محمد وصولی، معروف به ملا چلبی ازدواج کرده بود. حبی خاتون باغی در فندلی داشت.  

## حرفه
پس از مرگ شوهرش در سال ۱۵۵۱، او در دربار باقی ماند و از ندیمگان نزدیک شاهزاده سلیم بود. حبی خاتون به زیبایی و شاعری معروف شد. شایعه شده بود که او با چند تن از درباریان سلیم روابط عاشقانه داشته‌است.  هنگامی که سلیم در سال ۱۵۶۶ بر تخت نشست، حبی نیز به استانبول آمد. پس از مرگ سلیم در سال ۱۵۷۴، حبی خاتون ندیمهٔ جانشینش، سلطان مراد سوم، شد. او در زمان سلطنت سلطان سلیم دوم و پسرش مراد سوم، در کنار دیگر معتمدان حرم‌سرا مانند جان‌فدا خاتون و راضیه خاتون در امور دربار تأثیر بسیاری داشتند. 

## مرگ

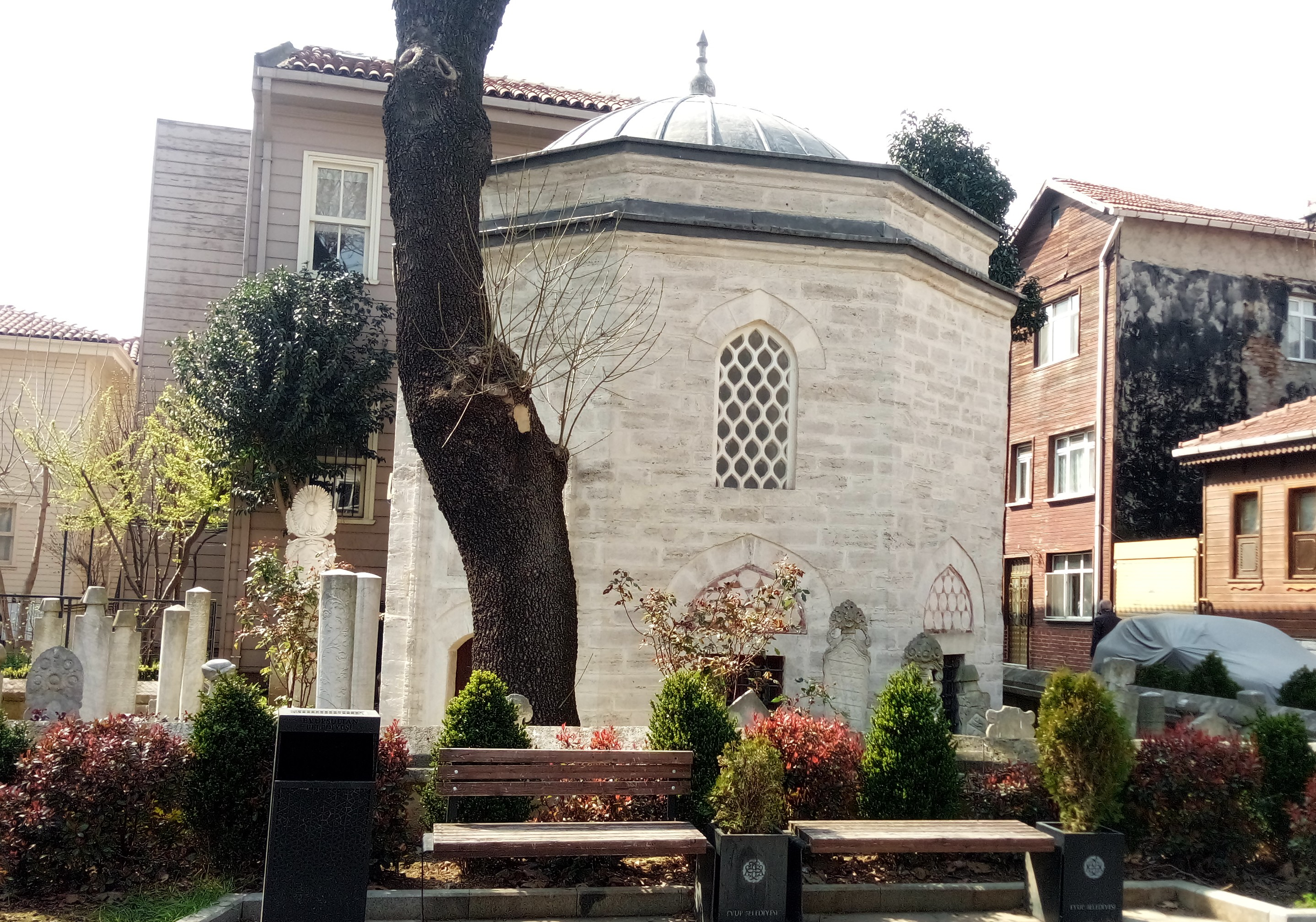
آرامگاه حبی خاتون در ایوب سلطان

او در سال ۱۵۹۰ در استانبول درگذشت و در قبرستان ایوب به خاک سپرده شد. 

## شعر
بیشتر اشعار او غزل و قصیده بهستند. او همچنین یک مثنوی با عنوان «خورشید و جمشید» که مشتمل بر بیش از سه هزار بیت بود، سروده‌است.  سبک او در سرودن شعر زنانه نبود و درست مانند دیگر شاعران مرد می‌سرود. در تذکره‌ها از او به خاطر مهارت‌های شاعرانه اش ستایش شده‌است. تخلص «حبی» که در بیت آخر غزل‌هایش از آن استفاد کرده‌است، در رسالهٔ کوتاهی دربارهٔ جنگ‌های مذهبی به نام «عمادالجهاد» نیز به چشم می‌خورد. 